# Бобровська Євдокія Григорівна
Євдокія Григорівна Бобровська (23 грудня 1930, с. Плисове, нині Лозівський район Харківська область — 21 листопада 2012, Тернопіль) — українська акторка. Дружина Анатолія Бобровського. Заслужена артистка УРСР (1986).

## Життєпис
У 1945—1948 проживала у м. Бережанах. 1952—1956 — викладачка Бережанського педагогічного училища, Тернопільської дитячої музичної школи.
У 1957—1994 — в Тернопільському українському музично-драматичному театрі ім. Т. Шевченка (з перервою 1973—1974, коли працювала у Хмельницькому обласному муз.-драматичному театрі).
Створила низку колоритних гострохарактерних образів:
- Катерина, Маруся («Оборона Буші», «Ой не ходи, Грицю...» М. Старицького),
- Мавра, Марія («У неділю рано зілля копала», «Земля» за О. Кобилянською),
- Олександра («На сьомому небі» М. Зарудного),
- Софія («Ключі до щастя» О. Корнієнка),
- Митродора («Гетьман Дорошенко» Л. Старицької-Черняхівської) та інші.